# Dojkinci
Dojkinci (en serbe cyrillique : Дојкинци) est un village de Serbie situé dans la municipalité de Pirot, district de Pirot. Au recensement de 2011, il compte 174 habitants.

## Démographie
| 1948  | 1953 | 1961 | 1971 | 1981 | 1991 | 2002 | 2011 |
| ----- | ---- | ---- | ---- | ---- | ---- | ---- | ---- |
| 1 005 | 973  | 982  | 864  | 587  | 400  | 273  | 174  |

|  |